# Leland Hobbs
Pour les articles homonymes, voir Hobbs.
Leland Stanford Hobbs (4 février 1892 – 6 mars 1966) est un Major General de l'United States Army durant la Seconde Guerre mondiale.

## Biographie
Né dans le Maryland, il grandit dans le New Jersey. Il entra à l'Académie militaire de West Point dont il sortit diplômé en juin 1915, dans la même promotion que Dwight D. Eisenhower et Omar Bradley (« la promotion sur laquelle les étoiles tombèrent »). Il servit en France durant la Première Guerre mondiale.
Durant la Seconde Guerre mondiale, il devint Major General et commanda en Europe la 30e division d'infanterie américaine de septembre 1942 à septembre 1945. Il combattit ainsi pendant la bataille de Normandie. Sa division débarqua à Utah Beach le 11 juin 1944, et à sa tête, il participa à la bataille de Saint-Lô, à la percée d'Avranches. Il fit face à la contre-attaque allemande de Mortain puis, après être entré dans Évreux libéré, il participa à la libération de Paris, aux combats en Belgique, à la bataille d'Aix-la-Chapelle en octobre et novembre 1944, jusqu'aux combats finaux en Allemagne.
Après la guerre, il commanda le IXe corps américain à Camp Sendai au Japon et eut ensuite plusieurs commandements aux États-Unis. Il prit sa retraite de l'armée en 1953 et devint le vice-président de la Colonial Trust Bank à New York. Le général Hobbs mourut le 6 mars 1966 à 74 ans au Walter Reed Army Hospital et fut enterré au cimetière national d'Arlington.

## Source
- (en) Cet article est partiellement ou en totalité issu de l’article de Wikipédia en anglais intitulé « Infantry Division (United States) Leland Hobbs » (voir la liste des auteurs).